# نور الدين باكاري
نور الدين باكاري (بالإنجليزية: Nurdin Bakari)‏ هو لاعب كرة قدم تنزاني في مركز الوسط، ولد في 6 يوليو 1988 في أروشا في تنزانيا. لعب مع نادي سيمبا.

## وصلات خارجية
- نور الدين باكاري على موقع قاعدة بيانات كرة القدم.إي يو (الإنجليزية)
- نور الدين باكاري على موقع ناشيونال فوتبول تيمز (الإنجليزية)